# Bernard Amiot
Pour les articles homonymes, voir Amiot.
 (février 2024).
La mise en forme du texte ne suit pas les recommandations de Wikipédia : il faut le « wikifier ».
Les points d'amélioration suivants sont les cas les plus fréquents. Le détail des points à revoir est peut-être précisé sur la page de discussion.
- Les titres sont pré-formatés par le logiciel. Ils ne sont ni en capitales, ni en gras.
- Le texte ne doit pas être écrit en capitales (les noms de famille non plus), ni en gras, ni en italique, ni en « petit »…
- Le gras n'est utilisé que pour surligner le titre de l'article dans l'introduction, une seule fois.
- L'italique est rarement utilisé : mots en langue étrangère, titres d'œuvres, noms de bateaux, etc.
- Les citations ne sont pas en italique mais en corps de texte normal. Elles sont entourées par des guillemets français : « et ».
- Les listes à puces sont à éviter, des paragraphes rédigés étant largement préférés. Les tableaux sont à réserver à la présentation de données structurées (résultats, etc.).
- Les appels de note de bas de page (petits chiffres en exposant, introduits par l'outil «  Source ») sont à placer entre la fin de phrase et le point final[comme ça].
- Les liens internes (vers d'autres articles de Wikipédia) sont à choisir avec parcimonie. Créez des liens vers des articles approfondissant le sujet. Les termes génériques sans rapport avec le sujet sont à éviter, ainsi que les répétitions de liens vers un même terme.
- Les liens externes sont à placer uniquement dans une section « Liens externes », à la fin de l'article. Ces liens sont à choisir avec parcimonie suivant les règles définies. Si un lien sert de source à l'article, son insertion dans le texte est à faire par les notes de bas de page.
- La présentation des références doit suivre les conventions bibliographiques. Il est recommandé d'utiliser les modèles {{Ouvrage}}, {{Chapitre}}, {{Article}}, {{Lien web}} et/ou {{Bibliographie}}. Le mode d'édition visuel peut mettre en forme automatiquement les références.
- Insérer une infobox (cadre d'informations à droite) n'est pas obligatoire pour parachever la mise en page.

Pour une aide détaillée, merci de consulter Aide:Wikification.
Si vous pensez que ces points ont été résolus, vous pouvez retirer ce bandeau et améliorer la mise en forme d'un autre article.
Bernard Amiot, dit Bernard Dillon ou Martin, né le 15 juillet 1912 à Tours et mort le 9 juin 1944 à Boudou, est un résistant et syndicaliste français. Pendant la Seconde Guerre mondiale, il participe au putsch du 8 novembre 1942 à Alger au cours de l'opération Torch et à l'affaiblissement des armées nazies dans le Sud-Ouest de la France par d'importants sabotages ferroviaires et industriels avec le Corps franc Pommiès, du 15 novembre 1943 à sa mort en opération.

## Biographie

### Jeunesse

#### Situation personnelle
Né le 15 juillet 1912 à Tours (Indre-et-Loire), Bernard Amiot est le fils d'Armand Amiot, cheminot et chaudronnier de locomotive à vapeur, et de Berthe Marie Chauvet, sans profession. En primaire, il est scolarisé à Tours en compagnie de son cousin et ami d'enfance, Yves Dechezelles. À l'issue de ses études, il obtient le brevet élémentaire supérieur. Doté de qualités athlétiques reconnues,[non neutre] il s’entraîne à l'AGS, une association sportive de Tours.
 
Appelé en 1930, il est engagé dans le 10e régiment d'artillerie coloniale et envoyé rapidement au bataillon de Joinville. À Paris, il remporte la finale du concours de l'athlète complet dans la compétition « Le soldat de demain ».

#### Mobilisation militaire et entrée en résistance
Présent à Oran en septembre 1939, au moment de la déclaration de guerre, Bernard Amiot est rappelé et engagé en Syrie mandataire. À la signature de l'armistice, il démobilisé en août 1940 et retourne en Algérie française, où il retrouve son cousin, l'avocat Yves Dechezelles.
Opposé à l'armistice et au régime de Vichy, il défait des officiers pétainistes au cours d'une rixe dans un café en 1941. Arrêté, il a le temps de prévenir Yves Dechezelles. Condamné à six mois fermes, il est incarcéré pour « offense au chef de l'État et propos de nature à nuire au moral des populations en temps de guerre » à Alger, à la prison de Barberousse, puis à celle de Maison Carrée. 
Libéré en juillet 1942, il entre en octobre 1942 dans le réseau « Combat, » dont Yves Dechezelles est le relais, et retrouve un groupe d'amis qui font partie des jeunes résistants français chargés de faciliter le débarquement des troupes alliées britanniques et américaines en Algérie.

### Activités au sein du groupe D en Afrique du Nord

#### Participation au putsch 8 novembre 1942 à Alger
Bernard Amiot participe au putsch du 8 novembre 1942 à Alger dans le groupe « D », très marqué politiquement à gauche, dont les membres sont regroupés autour de Paul Ruff, professeur de mathématiques syndicaliste exclu de l'Éducation nationale par la loi du 3 octobre 1940, et d'Yves Dechezelles, responsable départemental de la résistance. Il sert d'agent de liaison. Parmi les membres du groupe se trouvent les frères Michel et Léon Brudno, Myriam Dechezelles, Annie Ruff, le Dr Stanislas Cviklinski, Maurice Escoute, Hugues Fanfani, le Dr Becache et Laurent Preziosi.

Les résistants armés, munis de vrais-faux ordres de mission signés du général Charles Mast ou du colonel Jousse et vêtus d'uniformes avec le brassard de volontaires de place, prennent le contrôle du Central téléphonique inter-régional Belcourt situé à Alger au Champ de manœuvre. Ils bloquent les communications interurbaines, empêchent l’installation d’une mitrailleuse sur la terrasse du Foyer du Service d'Ordre Légionnaire du fort de Kouba qu’ils renoncent à occuper. Ils renoncent également à libérer des détenus emprisonnés à Maison Carrée, des défections ayant réduit les effectifs prévus.
Le succès du putsch mené par les résistants à Alger en capturant les commandants en chef, le préfet, le gouverneur et les administrateurs civils et en coupant les communications téléphoniques, paralyse l'ensemble des pouvoirs militaires et civils en place et permet la prise du pouvoir par les Alliés avec l'arrêt des combats dans cette ville le jour même.
Le cessez-le-feu signé entre le commandement allié et les autorités vichystes met trois jours à s’étendre au Maroc. Des combats meurtriers ont lieu à Oran où l'action de la résistance est déjouée. À Casablanca, la 2e escadre légère française est entièrement coulée ou détruite en s'opposant lors d'une bataille navale au débarquement de la flotte alliée. À Port Lyautey, des combats aéronavals ont lieu lors de la prise de l'aérodrome militaire, d'une flotte aérienne française et de l'embouchure du Sebou.
Le succès de l'opération Torch est proclamé par Winston Churchill dans un discours prononcé le 10 novembre 1942 à Londres : « Que cela ne soit ni la fin, ni même le commencement de la fin, d'accord mais n'est-ce pas la fin du commencement ? ». Selon le colonel Germain Jousse, auteur du plan du putsch d'Alger, cet évènement est amené à rester comme « La fin du commencement », le point de bascule de la victoire, le tournant ou « la bissectrice de la guerre ». Cependant, durant les mois suivant, les résistants sont pourchassés, emprisonnés, internés ou déportés dans des camps par l'administration du régime de Vichy laissée en place par les Américains pour gouverner.

#### Opposition à Darlan
Fin 1942, le groupe D s'oppose par des tracts collés sur les murs des principales artères d'Alger au choix des Alliés américains de confier la représentation des forces de Libération à l'amiral François Darlan, qu'il considère comme le « dauphin » de Philippe Pétain, en écrivant notamment : « L'Amiral à la Flotte ! Nous voulons de Gaulle » et « Vive Roosevelt ! ». Lors d'un défilé militaire, Bernard Amiot lance avec Hugues Fanfani certains de ces tracts depuis une terrasse au passage de François Darlan. 

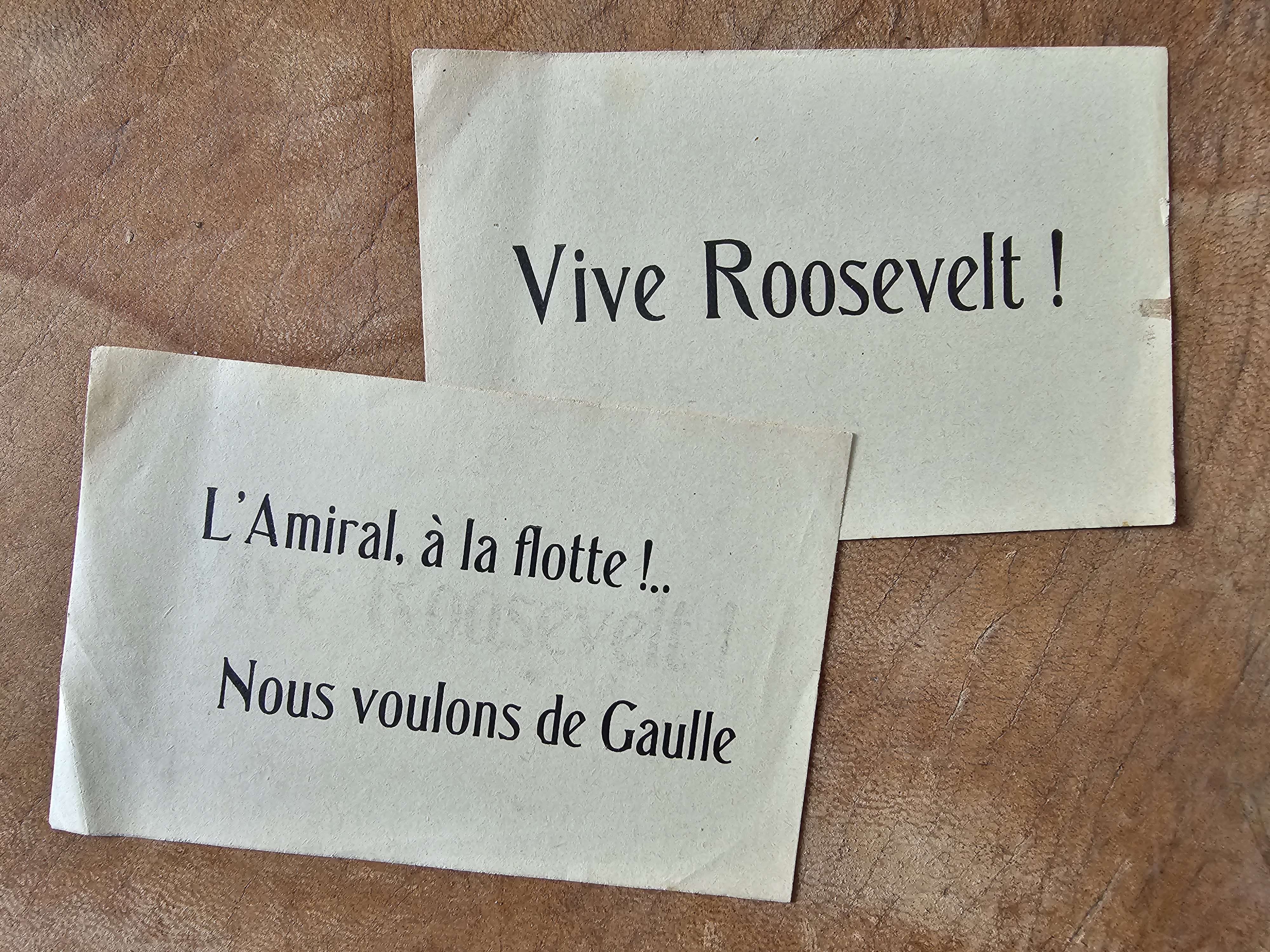
2 papillons contre l'amiral Darlan lancés dans la rue à Alger fin novembre 1942

 Après la libération de l'Algérie et l'assassinat de François Darlan le 24 décembre 1942, les résistants du groupe D poursuivent la lutte contre l'Occupation allemande avec des parcours différents. La situation des autorités françaises, à la tête desquelles se trouve le général Giraud, commandant en chef civil et militaire, prend plusieurs mois à se clarifier jusqu'en juillet 1943.

#### Campagne de Tunisie
Début 1943, Bernard Amiot participe à la campagne de Tunisie au sein des Corps francs d'Afrique, corps de volontaires français membres des Forces françaises combattantes. La libération de la Tunisie, retardée par le débarquement de forces allemandes le 11 novembre 1942, effectué avec la collaboration de l'amiral Esteva, s'achève au printemps 1943.

#### Entraînement dans un camp américain puis à Londres
À son retour à Alger, Bernard Amiot retrouve les membres du groupe D qui projettent de continuer la résistance en France métropolitaine. Il rejoint de mars à mai 1943 avec Hugues Fanfani, Yves Dechezelles et Stanislas Cviklinski le camp américano-britannique I.S.S.U. 6, établi à l'ouest d'Alger (à La Trappe, à Club des Pins, à Staoueli ou à Zéralda). Les alliés y dispensent une première formation aux résistants afin de les entraîner au  parachutisme et au maniement des  explosifs en vue d’opérations en métropole.

Envoyés séparément à Londres, Hugues Fanfani et Bernard Amiot contractent avec l' O.R.A. sous l’égide des  Britanniques, en liaison avec le Secret Intelligence Service et l'état-major des  Forces Françaises à Londres, pour poursuivre l'action armée en France occupée. À Londres, le stage de Bernard Amiot est complété par une formation d'instructeur pour le maniement d'explosifs nouveaux, le plastic notamment pour le sabotage, et une qualification aux moyens de transmission radio et de codage.
Il est affecté au Corps franc Pommiès par le Bureau central de renseignements et d'action. Le 15 novembre 1943, il est parachuté avec un autre agent, porté disparu par la suite, à Lamothe, lieu-dit de la commune de Lectoure, dans le Gers .

### Chef du groupe D du Corps franc Pommiès
Il devient le chef du groupe D, la section de destructions à l'état-major du Corps franc Pommiès, et dirige plusieurs sabotages dans le  Sud-Ouest de la France, orientés contre toutes les infrastructures ferroviaires, aéronautiques et d'énergie électrique investies par les Allemands dans la région après l'invasion de la zone libre. Il détruit dix-neuf locomotives le 19 décembre 1943 au dépôt de Montauban, neuf le 14 janvier 1944 à Cahors, et dix le 31 janvier 1944, de nouveau à Montauban.
Il planifie plusieurs destructions d'industries utiles à l'armée allemande comme celle de l'usine de la compagnie des métaux de Castelsarrasin, le 5 mars 1944, d'une usine d'aviation fabriquant des voilures à Toulouse, le 11 mars 1944, d'une fonderie de cuivre et de zinc à Montbartier, le 25 mars 1944, de la compagnie de raffinage de Boussens, le 8 avril 1944, de la compagnie d'optique SFOM à Pau, les 14 avril et 5 mai 1944, de l'usine d'aviation de Saint Éloi à Toulouse, le 17 avril 1944, et de l'usine de moteurs d'avions Dewoitine à Jurançon, le 13 mai 1944.

### Mort
À partir du 6 juin 1944, suivant l'ordre de mobilisation du Corps franc Pommiès, Bernard Amiot et les résistants Philippe Lauzier et Marcel Lardennois planifient le sabotage d'une ligne de chemin de fer qui doit être empruntée par un train de blindés de la division Das Reich en direction de la Normandie, au niveau du lieu-dit « le Petit Bézy », à quelques kilomètres de Moissac, choisi pour sa topographie favorable à une fuite à couvert. Le groupe prévoit, après avoir fait dérailler le train, de se replier en rejoignant depuis les voies ferrées une camionnette prête à démarrer, en traversant un champ et la route départementale 813. 

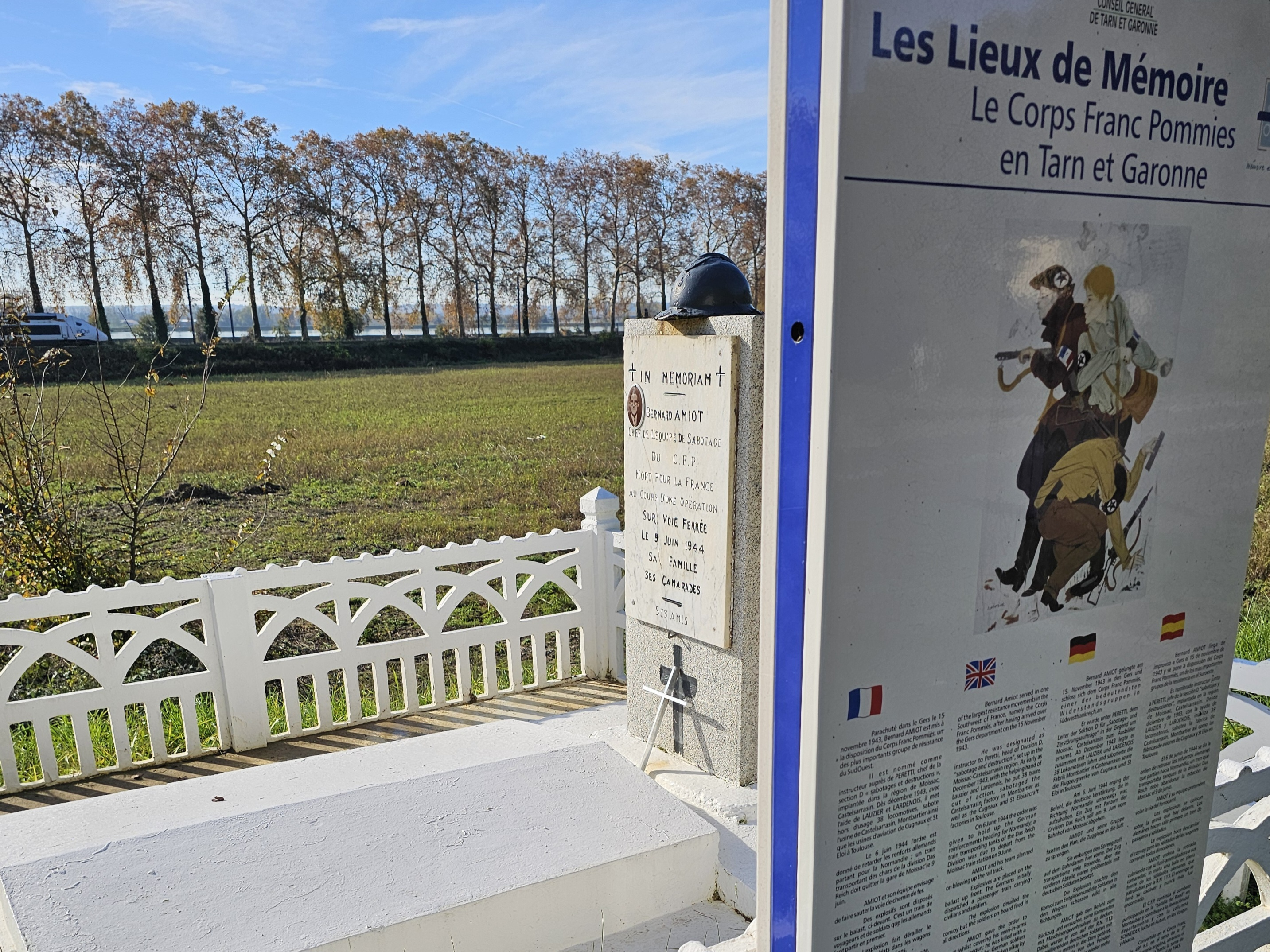
Cénotaphe de Bernard Amiot au Petit Bézy sur la D813

 Peu de temps avant le déclenchement de l'opération, Bernard Amiot déclare à propos des Allemands, lors d'un repas pris à Toulouse avec André Pommiès et son épouse, qu'« ils ne l'auraient pas vivant » ,. 
Le 9 juin 1944, Bernard Amiot et Philippe Lauzier placent quatre charges sur chacune des deux voies mais la présence imprévue de quatre cheminots le long des voies les pousse à ne pas s’éloigner pour s'assurer qu'ils ne donnent pas l'alarme.
En raison d'une décision de dernière minute de la Wehrmacht, le train transportant les blindés est cependant précédé d'un train de voyageurs et de soldats. À la suite de son déraillement, les Allemands se trouvant à l'intérieur sortent des wagons et ouvrent le feu. Bernard Amiot, Philippe Lauzier et Marcel Lardennois se replient mais sont confrontés au sortir du champ à l'arrivée d'une patrouille allemande en camion, venue d'Agen, et sont pris dans des tirs croisés. 
Philippe Lauzier et Bernard Amiot ferment la course vers la route, mais voyant Marcel Lardennois ralenti par le poids du fusil mitrailleur, le second s'en charge en couvrant leur repli à travers les rafales. Il est touché mortellement à la tête.
Philippe Lauzier, incapable de porter son corps, récupère son carnet personnel et son portefeuille, et réussit avec le reste de l’équipe à s'enfuir vers Boudou à bord d'une camionnette. Le corps de Bernard Amiot n'est jamais retrouvé.

## Postérité
Dans son testament, signé le 14 mai 1943 et laissé en dépôt chez un de ses amis à Alger, où sont donnés le détail des dispositions et de la remise de l'indemnité en cas de mort au combat, Bernard Amiot écrit :
«  Mon cher Louis,
Je manque d'idées bien nettes pour la rédaction d'un testament selon les formes légales ; mais considère cette lettre comme l’expression de mes dernières volontés. Je vais entreprendre, dans quelques jours, ce voyage dont je t'ai parlé. Pendant mon absence je te demanderai de bien vouloir gérer les petits intérêts que représente ma modeste personne. (...) Si donc les choses se présentent comme je viens de l'indiquer en dernier, dis bien à mes parents de ne pas me plaindre. Je serai disparu en tentant la réalisation de mes rêves les plus chers et je ne connais pas de plus belle mort. Dis à tous que leur fils, frère ou oncle est mort en pensant à eux et qu'ils gardent le souvenir de l'amour que je leur portais. Adieu, mon vieux Louis. Je vous embrasse tous, amicalement.  »

En septembre 1944, une lettre de Peretti, son sous-lieutenant du groupe D, qui ignorait son véritable nom, est adressée à la hiérarchie des Forces françaises de l'intérieur afin de retrouver et d'informer sa famille de son décès. À son retour en France métropolitaine en 1944, Yves Dechezelles, nommé chef de cabinet au ministère de l'Intérieur, n'est pas averti de la disparition de Bernard Amiot. Il se lance à sa recherche et retrouve ses parents, déplacés dans le département de l'Indre-et-Loire après la destruction de leur maison de Saint-Pierre-des-Corps par un bombardement, qui ignorent également sa mort. Finalement mis au courant de son décès par les Forces françaises de l'intérieur, il se rend le 10 janvier 1945 à Mettray pour l'annoncer à sa famille.

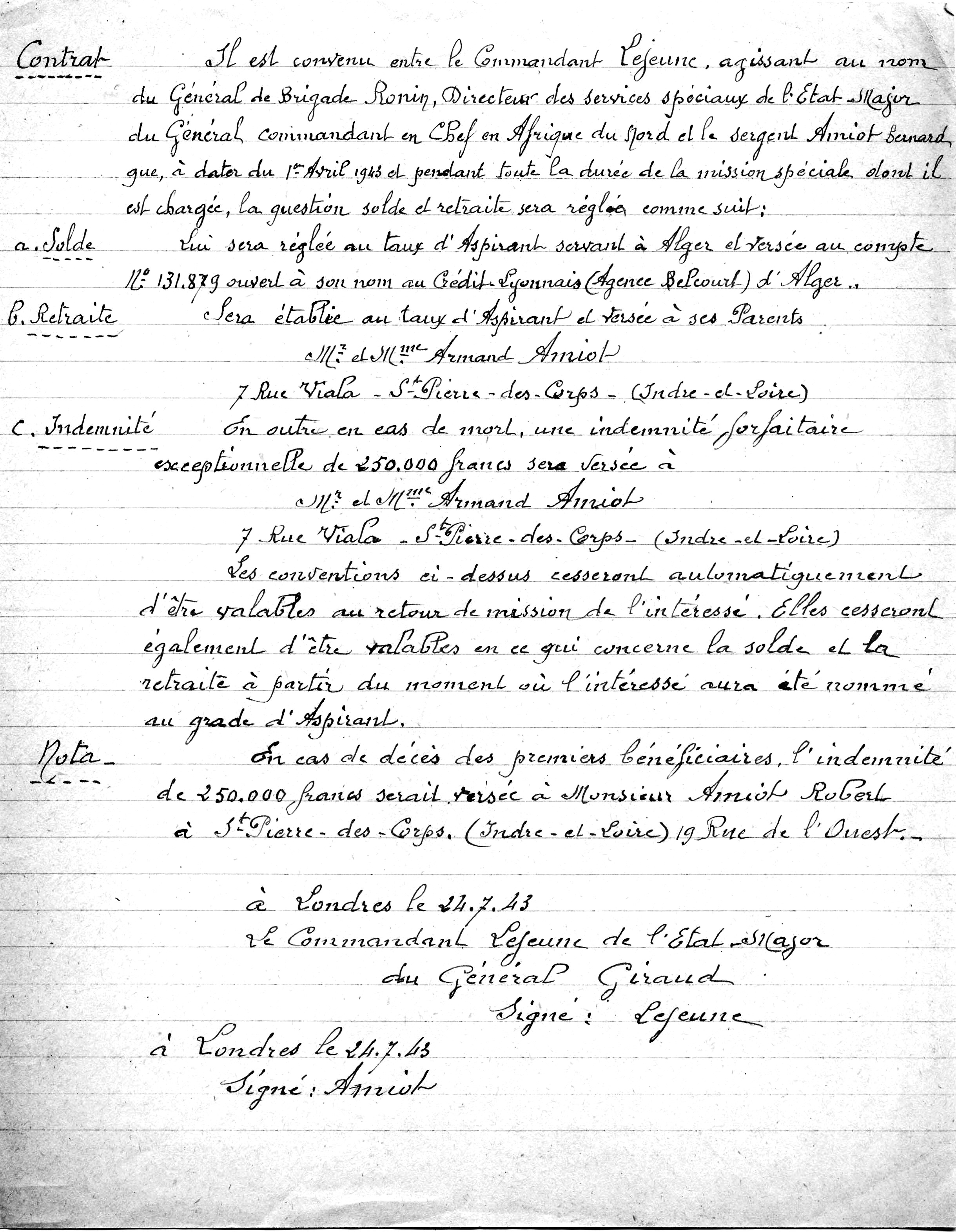
Contrat militaire avec le sergent Bernard Amiot pour le règlement de sa solde, de sa retraite et d'une indemnité en cas de mort en opération

Yves Dechezelles et Hugues Fanfani accomplissent de nombreuses démarches auprès des autorités françaises et britanniques pour obtenir le versement du montant des soldes et de l'indemnité de mort au combat à ses parents, convenu par contrat le 27 juillet 1943 à Londres. Hugues Fanfani, titulaire d'un contrat identique, témoigne du reçu de ses soldes.
La poursuite de ces requêtes se termine sans effet dans l'échange en 1950 entre le colonel Gonon et le colonel Lejeune, qui avait signé ce contrat au nom du général Ronin. Extrait de la lettre du colonel Lejeune vers le colonel Gonon qui l’a sollicité, en date du 5 juillet 1950 :
« Mon cher GONON,
... À l'époque où j’ai passé ce contrat, j'avais reçu une autorisation verbale du Général RONIN qui était à ce moment-là Directeur des Services Spéciaux du Général GIRAUD, Services qui, comme vous le savez, ont été fondus dans le B.C.R.A. Les errements alors en vigueur au B.C.R.A. ont été alors adoptés par tous les agents des Services Spéciaux et je crois qu’il est impossible de revenir en arrière.
Je suis du reste profondément désolé, car j'avais la plus grande estime pour AMIOT et je regrette de ne pouvoir faire honneur à ma signature.

Je vous prie ... »

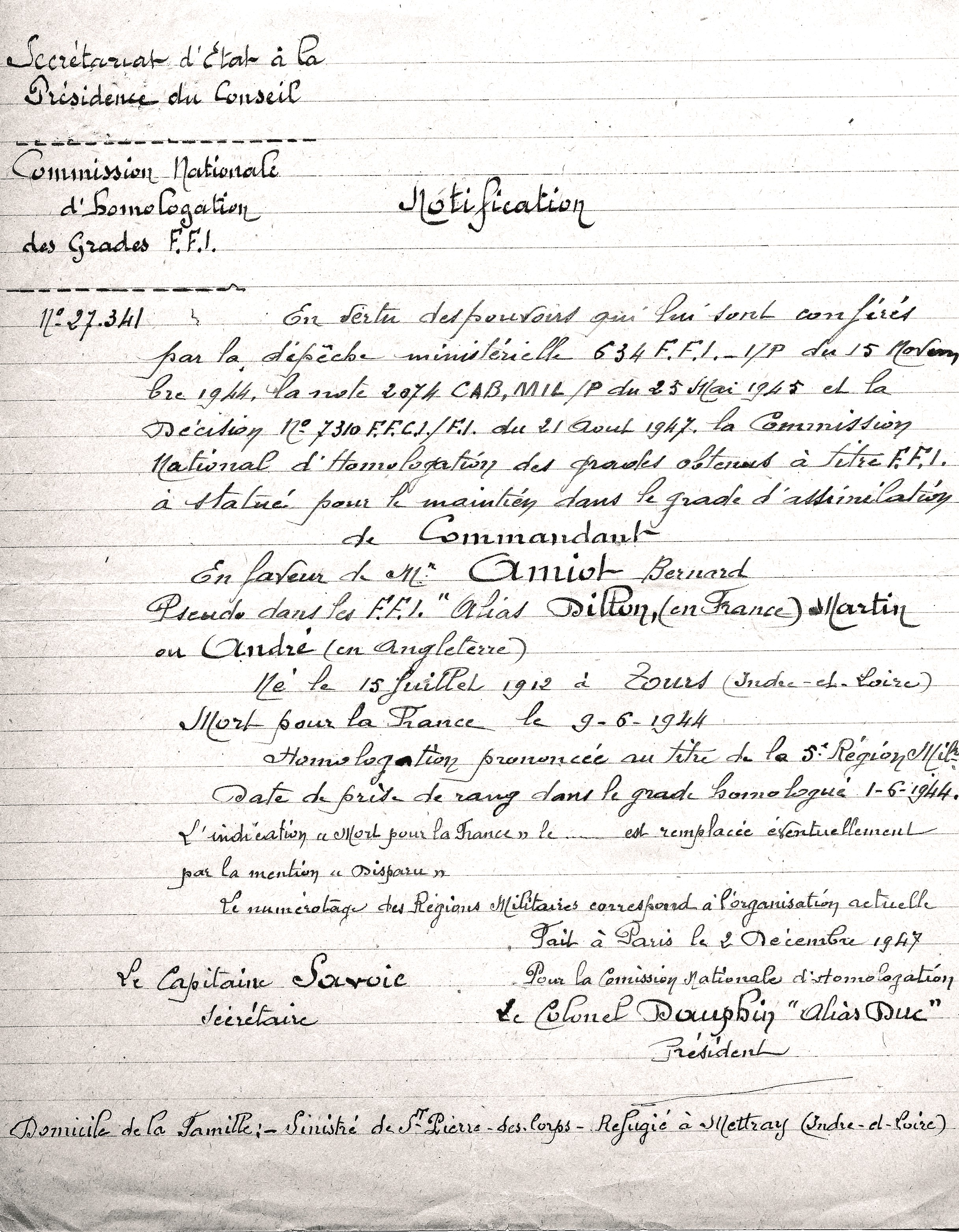
Assimilation au grade de commandant à titre posthume pour Bernard Amiot le 2 décembre 1947

La promesse d'intervention du colonel Jousse en vue de l'attribution de la Légion d'honneur à titre posthume pour Bernard Amiot n'a pas de résultat.

Promu à titre posthume au grade de commandant, un cénotaphe est élevé par le Corps Franc Pommiès sur le lieu de sa disparition en sa mémoire.

## Décorations
- Chevalier de la Légion d'honneur, à titre posthume, pour services de guerre exceptionnels[14]
- Croix de guerre 1939–1945, palme de bronze[14]
- Médaille de la Résistance française, à titre posthume (2007)[15]

## Sources  primaires
- Marcel Ceroni et Amicale du Corps Franc Pommiès, Le Corps Franc Pommiès, Tome 1, éditions du Grand Rond, 1980, 259 p.
- José Aboulker, Dr André Morali-Daninos, Jacques Zermati, Mario Faivre, Stéphane Aboulker, Dr Raphäel Aboulker, Maurice Ayoun et Paul Ruff, « La part de la résistance française dans les événements de l’Afrique du Nord », Les Cahiers français, n°47, numéro spécial, août 1943, août 1943, p. 3-47
- Dominique Lormier, L’épopée du Corps Franc Pommiès, Ed Jacques Grancher, numilog.com/books/9782733902967.pdf, 1990
- Laurent Preziosi et Toussaint Griffi, Première mission en Corse occupée :avec le sous marin Casabianca, L'Harmattan, 1988, 192 p. (ISBN 978-2-7384-0213-4), p.41
- Jean-André Pommiès, Le Corps Franc Pommiès, Privat, 2014[ pages totales= 900 (ISBN 9782708905436)
- « Musée de la Résistance en ligne, 1950-1945 »
- Le Maitron, Dictionnaire biographique du mouvement social français, notice : Amiot Bernard, Léon, Sylvain